# Djony Mendes
Djony Mendes (Florianópolis, 7 giugno 1985) è un giocatore di calcio a 5 brasiliano, campione sudamericano con la nazionale brasiliana nel 2011.

## Carriera
Con la nazionale maschile di calcio a 5 del Brasile, Mendes ha partecipato alla vittoriosa Copa América 2011 e alla Coppa del Mondo 2021, conclusa dai verdeoro al terzo posto.

## Palmarès

### Club
- Campionato brasiliano: 4
Santos: 2011
Pato: 2018, 2019
Brasil Futuro: 2020
- Taça Brasil: 2
Pato: 2018
Brasil Futuro: 2021
- Supercoppa brasiliana: 1
Brasil Futuro: 2021

### Nazionale
- Coppa America: 1
Argentina 2011